# Anastasija Mikul'čina
Anastasija Aleksandrovna Mikul'čina (in cirillico: Анастасия Александровна Микульчина; 4 agosto 1983) è un'attrice e doppiatrice russa.

## Filmografia

### Cinema
- The Payback, regia di Oliver Bonas (2006)
- Waiting for the Sea, regia di Bahtiër Hudojnazarov (2012)

### Televisione
- Law & Order: Division of Field Investigation - serie TV, 46 episodi (2011)
- Tot, kto čitaet mysli - serie TV, 16 puntate (2018-in corso)

## Doppiaggio
- Victoria Justice in Victorious (voce di Tori Vega, doppiaggio russo)
- Nonna in Masha e Orso (doppiaggio originale)
- Booba in Booba (3 episodi)